# Cyclosa jalapa
Cyclosa jalapa Levi, 1999 è un ragno appartenente alla famiglia Araneidae.

## Etimologia
Il nome della specie deriva dalla cittadina messicana di Jalapa, nel cui territorio sono stati rinvenuti gli esemplari

## Caratteristiche
L'olotipo femminile ha dimensioni: cefalotorace lungo 1,8mm, largo 1,4mm; opistosoma lungo 3,5mm.

## Distribuzione
La specie è stata reperita nel Messico meridionale: nei pressi della città di Jalapa, capitale dello stato di Veracruz.

## Tassonomia
Al 2013 non sono note sottospecie e dal 1999 non sono stati esaminati nuovi esemplari.